# Jökulsá á Breiðamerkursandi
Pour les articles homonymes, voir Jökulsá.
La Jökulsá á Breiðamerkursandi, toponyme islandais signifiant littéralement en français « fleuve glaciaire du Breiðamerkusandur », est un très court fleuve côtier d'Islande situé dans le Sud du pays, sur le Breiðamerkusandur. Il constitue l'émissaire de la Jökulsárlón et se jette dans l'océan Atlantique au bout de quelques centaines de mètres. Ses rives sont partiellement artificialisées par des enrochements, notamment au niveau des piles du pont de la Jökulsárlón emprunté par la route 1.
Son cours qui charrie des icebergs détachés du Breiðamerkurjökull est parfois emprunté par des phoques qui se rendent dans la Jökulsárlón depuis l'océan Atlantique.

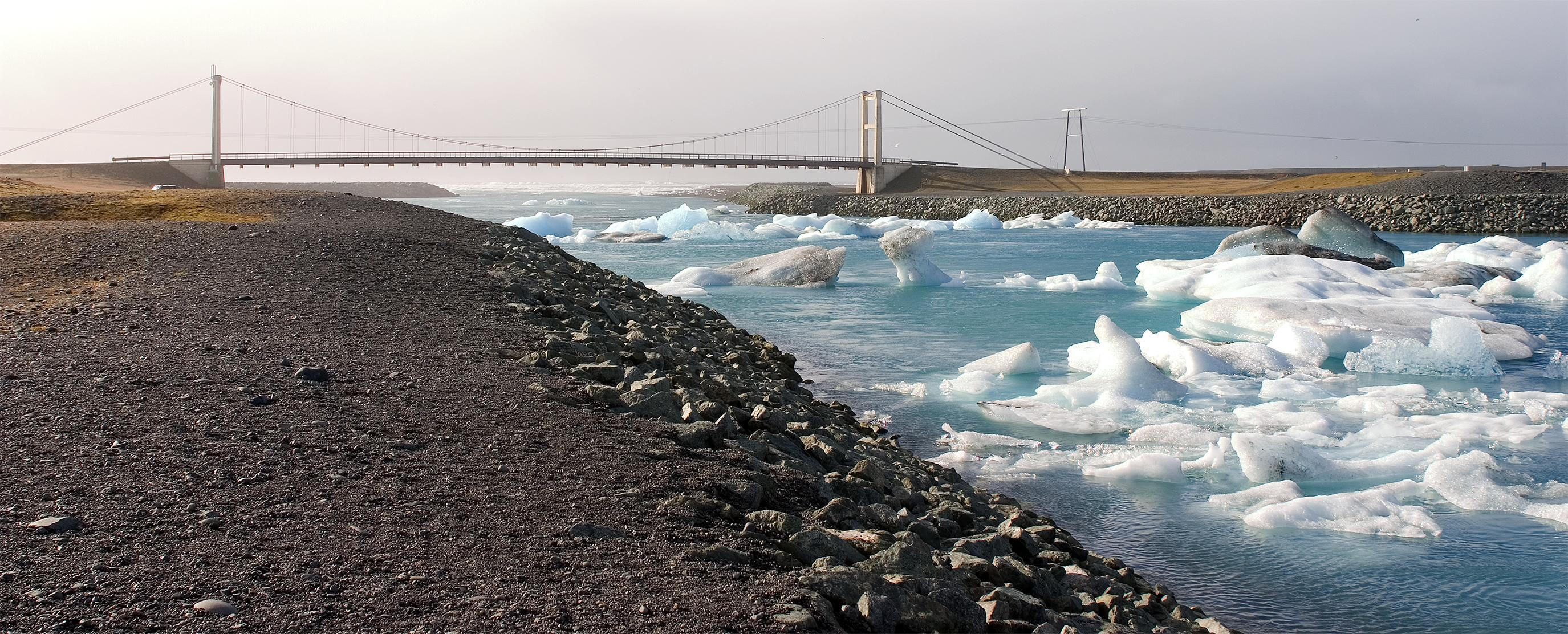
Vue de la Jökulsá á Breiðamerkursandi charriant des icebergs et franchit par le pont de la Jökulsárlón.

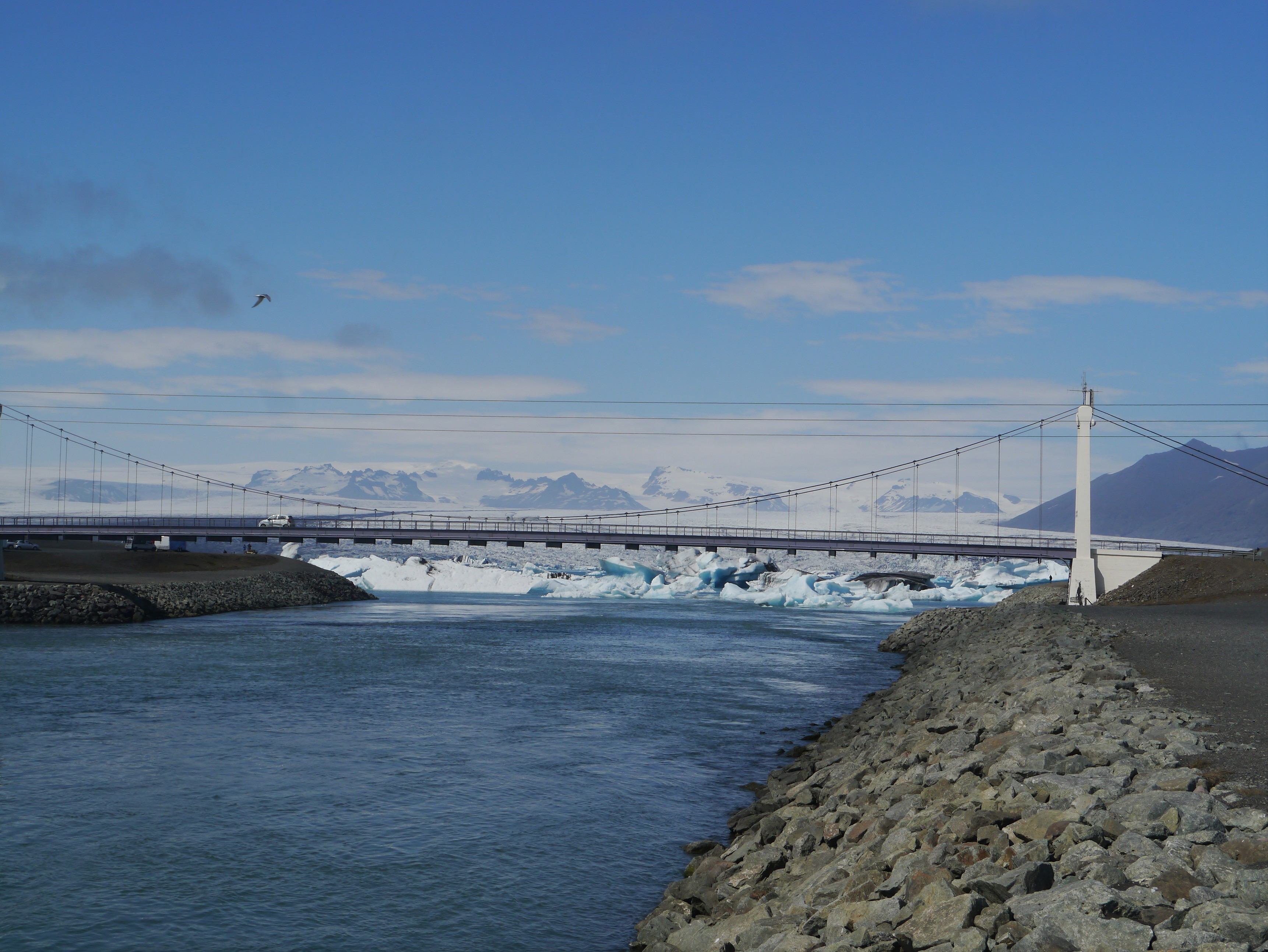
Vue de la Jökulsá á Breiðamerkursandi avec le Breiðamerkurjökull en arrière-plan derrière le pont de la Jökulsárlón.